# اوجو
اوجو (به لاتین: Ojo, Lagos State) یک سکونتگاه مسکونی در نیجریه است که در لاگوس واقع شده‌است.